# Dubang!
Dubang! – druga płyta warszawskiej formacji Vavamuffin. Album składa się z remiksów piosenek które wcześniej ukazały się na płycie Vabang!. Są to własne interpretacje znanych producentów i twórców, zarówno polskich jak i europejskich. Oficjalna premiera płyty to 9 listopada 2006, jednak była już dostępna od 20 października.

## Lista utworów
Źródło.
1. Jah jest prezydentem – RMX by Activator Mario Dziurex
2. Sekta (Positive Vibration MIX) – RMX by Perch (Zion Train)
3. Chwilunia – RMX by Kadubra
4. Serce (dub version) – RMX by P. Lush & P. Teck (Nucleus Roots)
5. Paramonov – RMX by DJ Zero
6. Jah jest prezydentem (Bengali Mix) – RMX by Michał "Lubay" Lubiszewski
7. To On (beatbox version) – RMX by TikTak
8. Paragon (In Dub) – RMX by Antonio & Paolo from BR Stylers as Earthground Combination
9. Serce – RMX by Jah Free
10. Jah jest prezydentem (Klang RMX) – RMX by DJ Feel-X (Kaliber 44, MADCREW)
11. To On (vocal version) – RMX by P. Lush & P. Teck (Nucleus Roots)
12. VavaTo – RMX by DJ Mario (Warszafski Deszcz)
13. Fatal Error – RMX by DJ Disco'n'ected
14. Bless Jamaican Jazz – RMX by Vavamuffin